# Гарштя Віра Олександрівна
Віра (Вероніка) Олександрівна Гарштя (рум. Veronica Garștea; 9 березня 1927 — 16 липня 2012) — радянська молдовська хормейстерка, педагогиня. Народна артистка СРСР (1987).

## Біографія
Вероніка Гарштя народилася 9 березня 1927 року в селі Гульбоака (нині в Оргіївському районі Молдови).
З 1948 року навчалася в Кишинівському музичному училищі (нині Музичний коледж ім. Штефана Няги). Закінчила його з відзнакою і без іспитів прийнята в Кишинівську консерваторію (нині Академія музики, театру і образотворчих мистецтв), де навчалась у педагогів Г.Д. Юшкевич і Ю.Е. Богдановського. Курси з хорової літератури та читання хорових партитур проходила у Л. В. Аксенової. Після її закінчення рік стажувалася в Москві у О. В. Свєшнікова.
У 1957 році повернулася в Молдову разом з В. М. Мініним, який очолив хорову капелу «Дойна» Молдовської філармонії. З 1957 року — хормейстерка, з 1963 (після відходу В. М. Мініна) — художня керівниця і головна диригентка капели, де пропрацювала більше 50 років.
В репертуарі колективу твори молдовських, російських, радянських і зарубіжних композиторів (Р. Музическу, Т. Киріяк, К. Руснак, Макс Фiшман, П. Чесноков, П. Чайковський, С. Рахманінов, Г. Свиридов, Дж. Каччіні, К. Орф та ін), світові класичні твори (Симфонії № 9 Л. ван Бетховена, «Реквієм» Дж. Верді, «Реквієм» Моцарта та ін), обробки народних пісень.
Гастролювала з капелою по містах СРСР і за кордоном: Франція, Італія, Іспанія, Чехословаччина, Ізраїль та ін.
Вероніка Гарштя — професорка Академії музики ім. Г. Музическу у Кишиневі (нині Академія музики, театру і образотворчих мистецтв). Серед учнів — заслужений артист Молдови Анатолій Жар.
В Молдові засновано Міжнародний фонд культури і мистецтва імені Вероніки Гарштя.
Вероніка Гарштя померла 16 липня 2012 року в Кишиневі. Похована на Центральному (Вірменському) кладовищі.

## Нагороди та звання
- Народна артистка Молдавської РСР (1967)[3];
- Народна артистка СРСР (1987);
- Державна премія Молдавської РСР (1974; за концертну програму 1972—1973 років)[4];
- Орден Республіки (Молдова).